# أليسون ستيل
أليسون ستيل (بالإنجليزية: Alison Steele)‏ هي مقدمة برامج إذاعية وكاتِبة ومراسلة ومنتجة تلفزيونية ورائدة أعمال أمريكية، ولدت في 26 يناير 1937 في بروكلين في الولايات المتحدة، وتوفيت في 27 سبتمبر 1995 في نيويورك في الولايات المتحدة بسبب سرطان المعدة.